# Ернст Мајр
Ернст Валтер Мајр (Кемптен, 5. јул 1904 — Бедфорд, 3. фебруар 2005) био је немачко-амерички еволуциони биолог.  

## Биографија
Ернст Мајр је започео студије 1923. године на Медицинском факултету при Универзитету у Грајфсвалду, али је 1925. године прешао на студије зоологије. Завршио је своју докторску дисертацију 1926. године, у својој 21 години, и одмах прихватио место асистента у Берлинском музеју.  
Са својих 26 година, прешао је у САД, где је радио у Америчком природњачком музеју (AMNH). 
У свом научном раду бавио се и таксономијом, орнитологијом, историјом науке и природњаштвом (нарочито истраживањима у тропским пределима).  
Рад Ернста Мајра водио је стварању савремене еволуционе синтезе, у коју су уплетене идеје генетике Грегора Мендела, теорије еволуције Чарлса Дарвина, савремених систематичара, као и дефинисању појма врсте. 

## Одабрана дела
Књиге
- Mayr, Ernst (1942). Systematics and the origin of species, from the viewpoint of a zoologist. Cambridge: Harvard University Press. ISBN 978-0-674-86250-0.
- Mayr, Ernst (1966). Animal Species and Evolution. Cambridge, Mass: Belknap Press. ISBN 978-0-674-03750-2.
- Mayr, Ernst. Populations, Species, and Evolution : An Abridgment of Animal Species and Evolution. Cambridge, Mass: Belknap Press. ISBN 978-0-674-69013-4.
- Mayr, Ernst. Evolution and the Diversity of Life : Selected Essays. Cambridge, Mass: Belknap Press. ISBN 978-0-674-27105-0.
- Mayr, Ernst. The Growth of Biological Thought: Diversity, Evolution, and Inheritance. Cambridge, Mass: Belknap Press. ISBN 978-0-674-36446-2.
- Mayr, Ernst. Toward a New Philosophy of Biology: Observations of an Evolutionist. Cambridge: Harvard University Press. ISBN 978-0-674-89666-6.
- Ashlock, Peter D.; Mayr, Ernst (1991). Principles of systematic zoology. New York: McGraw-Hill. ISBN 978-0-07-041144-9.
- Mayr, Ernst (1991). One Long Argument: Charles Darwin and the Genesis of Modern Evolutionary Thought (Questions of Science). Cambridge: Harvard University Press. ISBN 978-0-674-63906-5.
- Mayr, Ernst (1997). This is biology: the science of the living world. Cambridge: Belknap Press of Harvard University Press. ISBN 978-0-674-88469-4.
- Diamond, Jared M.; Mayr, Ernst (2001). The birds of northern Melanesia: speciation, ecology & biogeography. Oxford [Oxfordshire]: Oxford University Press. ISBN 978-0-19-514170-2.
- Mayr, Ernst (2001). What evolution is. New York: Basic Books. ISBN 978-0-465-04426-9.
- Mayr, Ernst (2004). What makes biology unique?: considerations on the autonomy of a scientific discipline. Cambridge, UK: Cambridge University Press. ISBN 978-0-521-84114-6.